# Tour du Táchira 2014
 (janvier 2014).
 (janvier 2014).
La 49e édition du Tour du Táchira a eu lieu du 13 au 19 janvier 2014. Cette compétition est organisée au Venezuela dans l'État de Táchira. La course fait partie du calendrier UCI America Tour 2014, en catégorie 2.2. La course est remportée, pour la deuxième fois, par Jimmy Briceño.

## Présentation
L'épreuve est une des premières courses de la saison 2014. Elle est ouverte aux équipes continentales professionnelles, aux équipes continentales, aux sélections nationales ou régionales et à des formations de l'Élite amateur.

### Équipes
Les équipes participant à cette course par étapes sont principalement des équipes d'Amérique du Sud, dont la plupart sont vénézuéliennes. Parmi les seize formations engagées, on compte pas moins de neuf équipes venant du Venezuela, deux colombiennes, une espagnole et deux italiennes dont l'équipe continentale professionnelle Yellow Fluo. Deux sélections nationales complètent le plateau, celles de Cuba et du pays hôte.[réf. nécessaire]
Liste des équipes
| Nom de l'équipe                                                       | Pays      | Code |
| --------------------------------------------------------------------- | --------- | ---- |
| Lotería del Táchira - Royal Bike                                      | Venezuela | LRT  |
| Yellow Fluo                                                           | Italie    | YEL  |
| Gobierno Bolivariano del Estado Trujillo                              | Venezuela | GBT  |
| Formesan - Bogotá Humana - ETB                                        | Colombie  | FBC  |
| Gobernación Bolivariana del Táchira - Instituto del Deporte - Concafe | Venezuela | GIT  |
| Empass Santander                                                      | Colombie  | ESC  |
| Gobernación de Mérida - PDVSA                                         | Venezuela | GPM  |
| Kino Táchira - Royal Bike                                             | Venezuela | KRT  |
| Fundación Del Atleta Tachirense - ONA - Concafe                       | Venezuela | FOT  |
| Équipe nationale du Venezuela                                         | Venezuela | VEN  |
| PDVSA - Café Flor de Patria                                           | Venezuela | FCZ  |
| Fundación José Gregorio Hernández                                     | Venezuela | KDT  |
| MG Kvis-Trevigiani                                                    | Italie    | MGK  |
| Équipe de Castille-et-León                                            | Espagne   | CLE  |
| FUNDEMER Mérida - PDVSA                                               | Venezuela | FPM  |
| Équipe nationale de Cuba                                              | Cuba      | CUB  |

## Les étapes
| Étape     | Date       | Villes étapes                         | km         | Typologie         | Vainqueur d'étape | Leader du classement général |
| 1re étape | 10 janvier | Guanare - Barinas                     | 119,5      | Étape de plaine   | Rino Gasparrini   | Rino Gasparrini              |
| 2e étape  | 11 janvier | Socopó - Táriba                       | 220,7      | Étape accidentée  | Yonathan Salinas  | Yonathan Salinas             |
| 3e étape  | 12 janvier | Circuit dans San Cristóbal            | 115,2      | Étape de plaine   | Juan Murillo      | Félix Cárdenas               |
| 4e étape  | 13 janvier | Lobatera - Mérida                     | 191,2      | Étape de plaine   | Jonathan Camargo  | Félix Cárdenas               |
| 5e étape  | 14 janvier | Lagunillas - La Grita                 | 167,9      | Étape de montagne | Jimmy Briceño     | Carlos Gálviz                |
| 6e étape  | 15 janvier | La Fría - Coloncito                   | 22,9 (clm) | Étape de plaine   | Andrea Dal Col    | Carlos Gálviz                |
| 7e étape  | 16 janvier | Coloncito - San Juan de Colón         | 122        | Étape accidentée  | Jonathan Camargo  | Jimmy Briceño                |
| 8e étape  | 17 janvier | Seboruco - Cerro Cristo Rey           | 128,4      | Étape de montagne | Jonathan Camargo  | Jimmy Briceño                |
| 9e étape  | 18 janvier | San Rafael del Piñal - Casa del Padre | 83,4       | Étape de montagne | Jonathan Camargo  | Jimmy Briceño                |
| 10e étape | 19 janvier | Rubio - San Cristóbal                 | 112,9      | Étape de plaine   | Pedro Herrera     | Jimmy Briceño                |

## Classements finals

### Classement général
87 coureurs terminent l'épreuve.
| Pos. | Coureur          | Nationalité | Équipe                   | Temps            |
| ---- | ---------------- | ----------- | ------------------------ | ---------------- |
| 1    | Jimmy Briceño    | Venezuela   | Lotería del Táchira      | 31 h 52 min 01 s |
| 2    | Carlos Gálviz    | Venezuela   | Gob. Bolivariana Táchira | + 1 min 19 s     |
| 3    | Juan Murillo     | Venezuela   | Kino Táchira             | + 1 min 34 s     |
| 4    | Jonathan Camargo | Venezuela   | Kino Táchira             | + 1 min 44 s     |
| 5    | Yeison Delgado   | Venezuela   | Lotería del Táchira      | + 3 min 33 s     |
| 6    | Jorge Abreu      | Venezuela   | Gob. Bolivariana Táchira | + 5 min 21 s     |
| 7    | José Alarcón     | Venezuela   | Gobernación de Mérida    | + 5 min 49 s     |
| 8    | Félix Cárdenas   | Colombie    | Formesan - Bogotá Humana | + 6 min 41 s     |
| 9    | Yonathan Salinas | Venezuela   | Kino Táchira             | + 8 min 04 s     |
| 10   | John Nava        | Venezuela   | Kino Táchira             | + 10 min 27 s    |

### Classements annexes
|   | Cycliste         | Équipe                   | Points |
| - | ---------------- | ------------------------ | ------ |
| 1 | Jonathan Camargo | Kino Táchira             | 46     |
| 2 | Jimmy Briceño    | Lotería del Táchira      | 27     |
| 3 | Carlos Gálviz    | Gob. Bolivariana Táchira | 16     |

|   | Cycliste         | Équipe              | Points |
| - | ---------------- | ------------------- | ------ |
| 1 | Jonathan Camargo | Kino Táchira        | 134    |
| 2 | Juan Murillo     | Kino Táchira        | 120    |
| 3 | Jimmy Briceño    | Lotería del Táchira | 112    |

#### Classement par équipes
|   | Équipe                                                                | Pays      |    | Temps            |
| - | --------------------------------------------------------------------- | --------- | -- | ---------------- |
| 1 | Kino Táchira - Royal Bike                                             | Venezuela | en | 95 h 46 min 03 s |
| 2 | Lotería del Táchira - Royal Bike                                      | Venezuela | +  | 15 s             |
| 3 | Gobernación Bolivariana del Táchira - Instituto del Deporte - Concafe | Venezuela |    | 12 min 25 s      |

## Liste des participants
Liste officielle des participants
| Légende | Légende                                                       |
| ------- | ------------------------------------------------------------- |
| Num     | Dossard de départ porté par le coureur sur ce Tour du Táchira |
| Pos     | Position finale au classement général                         |
|         | Indique le vainqueur du classement général                    |
|         | Indique le vainqueur du classement de la montagne             |
|         | Indique le vainqueur du classement par points                 |
|         | Indique le vainqueur du classement des sprints                |
|         | Indique le vainqueur du classement du meilleur jeune          |

| Lotería del Táchira - Royal Bike LRT | Lotería del Táchira - Royal Bike LRT | Lotería del Táchira - Royal Bike LRT |
| ------------------------------------ | ------------------------------------ | ------------------------------------ |
| Num                                  | Coureur                              | Pos                                  |
| 1                                    | Yeison Delgado (VEN)                 |                                      |
| 2                                    | Jimmy Briceño (VEN)                  |                                      |
| 3                                    | Ronald González (VEN)                |                                      |
| 4                                    | José Chacón (VEN)                    |                                      |
| 5                                    | Maky Román (VEN)                     |                                      |
| 6                                    | José Alirio Contreras (VEN)          |                                      |
| 7                                    | Carlos Molina (VEN)                  |                                      |

| Yellow Fluo YEL | Yellow Fluo YEL         | Yellow Fluo YEL |
| --------------- | ----------------------- | --------------- |
| Num             | Coureur                 | Pos             |
| 11              | Jonathan Monsalve (VEN) |                 |
| 12              | Francesco Chicchi (ITA) |                 |
| 13              | Mattia Pozzo (ITA)      |                 |
| 14              | Daniele Colli (ITA)     |                 |
| 15              | Luigi Miletta (ITA)     |                 |
| 16              | Andrea Fedi (ITA)       |                 |
| 17              | Andrea Dal Col (ITA)    |                 |
| 18              | Ramón Carretero (PAN)   |                 |

| Gobierno Bolivariano del Estado Trujillo GBT | Gobierno Bolivariano del Estado Trujillo GBT | Gobierno Bolivariano del Estado Trujillo GBT |
| -------------------------------------------- | -------------------------------------------- | -------------------------------------------- |
| Num                                          | Coureur                                      | Pos                                          |
| 21                                           | Juan Ruiz (VEN)                              |                                              |
| 22                                           | Daniel Medina (VEN)                          |                                              |
| 23                                           | Wilmer Vásquez (VEN)                         |                                              |
| 24                                           | Andrés Soto (VEN)                            |                                              |
| 25                                           | Dario Osorio (VEN)                           |                                              |
| 26                                           | Julio Herrera (VEN)                          |                                              |
| 27                                           | Fernando Briceño (VEN)                       |                                              |
| 28                                           | Darwin Montilla (VEN)                        |                                              |

| Formesan - Bogotá Humana FBC | Formesan - Bogotá Humana FBC | Formesan - Bogotá Humana FBC |
| ---------------------------- | ---------------------------- | ---------------------------- |
| Num                          | Coureur                      | Pos                          |
| 31                           | Félix Cárdenas (COL)         |                              |
| 32                           | Camilo Gómez (COL)           |                              |
| 33                           | Julián Rodas (COL)           |                              |
| 34                           | Wilson Marentes (COL)        |                              |
| 35                           | Pedro Herrera (COL)          |                              |
| 36                           | Aristóbulo Cala (COL)        |                              |
| 37                           | Jaime Ramírez (COL)          |                              |
| 38                           | Juan Pablo Rendón (COL)      |                              |

| Gobernación Bolivariana del Táchira - Instituto del Deporte - Concafe GIT | Gobernación Bolivariana del Táchira - Instituto del Deporte - Concafe GIT | Gobernación Bolivariana del Táchira - Instituto del Deporte - Concafe GIT |
| ------------------------------------------------------------------------- | ------------------------------------------------------------------------- | ------------------------------------------------------------------------- |
| Num                                                                       | Coureur                                                                   | Pos                                                                       |
| 41                                                                        | Daniel Abreu (VEN)                                                        |                                                                           |
| 42                                                                        | Jorge Abreu (VEN)                                                         |                                                                           |
| 43                                                                        | Luis Díaz (VEN)                                                           |                                                                           |
| 44                                                                        | Jhorman Flores (VEN)                                                      |                                                                           |
| 45                                                                        | Carlos Gálviz (VEN)                                                       |                                                                           |
| 46                                                                        | José Márquez (VEN)                                                        |                                                                           |
| 47                                                                        | Luis Mora (VEN)                                                           |                                                                           |
| 48                                                                        | Manuel Guevara (VEN)                                                      |                                                                           |

| Empass Santander ESC | Empass Santander ESC     | Empass Santander ESC |
| -------------------- | ------------------------ | -------------------- |
| Num                  | Coureur                  | Pos                  |
| 51                   | Remberto Jaramillo (COL) |                      |
| 52                   | Jefferson Rueda (COL)    |                      |
| 53                   | Alexander Rojas (COL)    |                      |
| 54                   | Jorge Duarte (COL)       |                      |
| 55                   | Jhon Pico (COL)          |                      |
| 56                   | Mauro Rojas (COL)        |                      |
| 57                   | Sergio Argüello (COL)    |                      |
| 58                   | Horacio Sánchez (COL)    |                      |

| Gobernación de Mérida - PDVSA GPM | Gobernación de Mérida - PDVSA GPM | Gobernación de Mérida - PDVSA GPM |
| --------------------------------- | --------------------------------- | --------------------------------- |
| Num                               | Coureur                           | Pos                               |
| 61                                | José Rujano (VEN)                 |                                   |
| 62                                | Eduin Becerra (VEN)               |                                   |
| 63                                | José Alarcón (VEN)                |                                   |
| 64                                | Franklin Chacón (VEN)             |                                   |
| 65                                | Heberth Rivas (VEN)               |                                   |
| 66                                | Darwin Urrea (VEN)                |                                   |
| 67                                | Ángel Rivas (VEN)                 |                                   |
| 68                                | Wilmen Bravo (VEN)                |                                   |

| Kino Táchira - Royal Bike KRT | Kino Táchira - Royal Bike KRT | Kino Táchira - Royal Bike KRT |
| ----------------------------- | ----------------------------- | ----------------------------- |
| Num                           | Coureur                       | Pos                           |
| 71                            | Freddy Vargas (VEN)           |                               |
| 72                            | Juan Murillo (VEN)            |                               |
| 73                            | Jonathan Camargo (VEN)        |                               |
| 74                            | Yonathan Salinas (VEN)        |                               |
| 75                            | John Nava (VEN)               |                               |
| 76                            | Juan José Ruiz (VEN)          |                               |
| 77                            | Elvis Rozo (VEN)              |                               |
| 78                            | Yorman Fuentes (VEN)          |                               |

| Fundación Del Atleta Tachirense - ONA - Concafe FOT | Fundación Del Atleta Tachirense - ONA - Concafe FOT | Fundación Del Atleta Tachirense - ONA - Concafe FOT |
| --------------------------------------------------- | --------------------------------------------------- | --------------------------------------------------- |
| Num                                                 | Coureur                                             | Pos                                                 |
| 81                                                  | Nelson Camargo (VEN)                                |                                                     |
| 82                                                  | Wiston Camargo (VEN)                                |                                                     |
| 83                                                  | Brandon Leira (VEN)                                 |                                                     |
| 84                                                  | Xavier Nieves (VEN)                                 |                                                     |
| 85                                                  | Álvaro Torres (VEN)                                 |                                                     |
| 86                                                  | Juan Torres (VEN)                                   |                                                     |
| 87                                                  | José Mendoza (VEN)                                  |                                                     |
| 88                                                  | Elio Beltrán (VEN)                                  |                                                     |

| Sélection nationale du Venezuela VEN | Sélection nationale du Venezuela VEN | Sélection nationale du Venezuela VEN |
| ------------------------------------ | ------------------------------------ | ------------------------------------ |
| Num                                  | Coureur                              | Pos                                  |
| 91                                   | Tomás Gil (VEN)                      |                                      |
| 92                                   | Carlos Ochoa (VEN)                   |                                      |
| 93                                   | Yonder Godoy (VEN)                   |                                      |
| 94                                   | Richard Ochoa (VEN)                  |                                      |
| 95                                   | Víctor Moreno (VEN)                  |                                      |
| 96                                   | Carlos Linares (VEN)                 |                                      |
| 97                                   | Clever Martínez (VEN)                |                                      |

| PDVSA - Café Flor de Patria FCZ | PDVSA - Café Flor de Patria FCZ | PDVSA - Café Flor de Patria FCZ |
| ------------------------------- | ------------------------------- | ------------------------------- |
| Num                             | Coureur                         | Pos                             |
| 101                             | Pedro Sequera (VEN)             |                                 |
| 102                             | Frederick Segura (VEN)          |                                 |
| 103                             | Jesús Rojas (VEN)               |                                 |
| 104                             | Andris Hernández (VEN)          |                                 |
| 105                             | Luis Restrepo (VEN)             |                                 |
| 106                             | Nelson Altuve (VEN)             |                                 |
| 107                             | Ralph Monsalve (VEN)            |                                 |

| Fundación José Gregorio Hernández KDT | Fundación José Gregorio Hernández KDT | Fundación José Gregorio Hernández KDT |
| ------------------------------------- | ------------------------------------- | ------------------------------------- |
| Num                                   | Coureur                               | Pos                                   |
| 111                                   | Roniel Campos (VEN)                   |                                       |
| 112                                   | Enrique Díaz (VEN)                    |                                       |
| 113                                   | Carlos Torres (VEN)                   |                                       |
| 114                                   | Nelson Araujo (VEN)                   |                                       |
| 115                                   | José García (VEN)                     |                                       |
| 116                                   | Ronan Lindarte (VEN)                  |                                       |
| 117                                   | Cristofer Nieto (VEN)                 |                                       |

| MG Kvis-Trevigiani MGK | MG Kvis-Trevigiani MGK   | MG Kvis-Trevigiani MGK |
| ---------------------- | ------------------------ | ---------------------- |
| Num                    | Coureur                  | Pos                    |
| 121                    | Daniele Aldegheri (ITA)  |                        |
| 122                    | Liam Bertazzo (ITA)      |                        |
| 123                    | Matteo Busato (ITA)      |                        |
| 124                    | Luca Chirico (ITA)       |                        |
| 125                    | Lorenzo Di Remigio (ITA) |                        |
| 126                    | Rino Gasparrini (ITA)    |                        |

| Sélection de Castille-et-León CLE | Sélection de Castille-et-León CLE | Sélection de Castille-et-León CLE |
| --------------------------------- | --------------------------------- | --------------------------------- |
| Num                               | Coureur                           | Pos                               |
| 131                               | Edgar Nohales (ESP)               |                                   |
| 132                               | Jonathan González (ESP)           |                                   |
| 133                               | Jonatan López (ESP)               |                                   |
| 134                               | Alejandro Arribas (ESP)           |                                   |
| 135                               | Noel Martín (ESP)                 |                                   |
| 136                               | Ivan Rodríguez (ESP)              |                                   |

| FUNDEMER Mérida - PDVSA FPM | FUNDEMER Mérida - PDVSA FPM | FUNDEMER Mérida - PDVSA FPM |
| --------------------------- | --------------------------- | --------------------------- |
| Num                         | Coureur                     | Pos                         |
| 141                         | Ruben Flores (VEN)          |                             |
| 142                         | Luis Mascopolo (VEN)        |                             |
| 143                         | Ruben Parra (VEN)           |                             |
| 144                         | Carlos Castro (VEN)         |                             |
| 145                         | Rigo Rodríguez (VEN)        |                             |
| 146                         | Jhonson Márquez (VEN)       |                             |

| Sélection nationale de Cuba CUB | Sélection nationale de Cuba CUB | Sélection nationale de Cuba CUB |
| ------------------------------- | ------------------------------- | ------------------------------- |
| Num                             | Coureur                         | Pos                             |
| 151                             | Yasmani Alvarado (CUB)          |                                 |
| 152                             | José Mojica (CUB)               |                                 |
| 153                             | Agustín Martínez (CUB)          |                                 |
| 154                             | Yariel de León (CUB)            |                                 |
| 155                             | Onel Santa Clara (CUB)          |                                 |
| 156                             | Jesús Baragaño (CUB)            |                                 |
| 157                             | Eduardo Acosta (CUB)            |                                 |
| 158                             | Víctor Horta (CUB)              |                                 |